# Тагайна
Тагайна́ або Тайгана (каз. Тағайна) — село у складі Толебійського району Туркестанської області Казахстану. Входить до складу сільського округу Бірінші Мамира.
Населення — 1218 осіб (2021; 1133 у 2009, 839 у 1999, 761 у 1989).